# Вандемьерский мятеж
Вандемье́рский мяте́ж (фр. Insurrection royaliste du 13 vendémiaire an IV) — вооружённое выступление роялистов 11—13 вандемьера IV года республики (3—5 октября 1795 года) в Париже против Национального конвента, подавленное правительством термидорианцев во главе с Баррасом при помощи генерала Бонапарта.
Мятеж стал одним из проявлений термидорианской реакции, восторжествовавшей после переворота (27 июля 1794 года); имел целью восстановление монархии во Франции. Вандемьерский мятеж был предпринят после того, как 22 августа 1795 года термидорианский Конвент принял конституцию III года, лишившую монархистов возможности получить преобладание в законодательных органах. Сосредоточив в Париже значительное количество скрытых монархистов и близких к ним элементов, роялисты 3 октября окружили здание Конвента и создали серьёзную опасность для термидорианского правительства. В этой ситуации Поль Баррас, назначенный конвентом для подавления выступления, передал руководство военной операцией генералу Н. Бонапарту, который, применив пушки, 5 октября 1795 года ликвидировал роялистский мятеж.

## Предыстория
Движению 13 вандемьера предшествовали жерминальское и прериальское восстания санкюлотов, которые окончились весьма печально для их участников. Уже после 9 термидора, когда пал Робеспьер, господами положения в парижских секциях стали более зажиточные и умеренные элементы, а после неудач, постигшие низшие классы населения в жерминаль и прериаль, в секциях началась расправа над всеми теми людьми, которые проявляли наибольшую революционность и поддержку Якобинской диктатуре.
Так, восстание 13 вандемьера IV года было отзвуком реакции, наступившей вслед за подавлением движения санкюлотов в Париже в апреле 1795 года. Ободренные разгромом радикалов и жёсткой расправой с участниками восстания, роялисты подняли голову и попытались организовать восстание против Конвента, воспользовавшись недовольством, возникшим в умеренно-буржуазных кругах Парижа на почве издания дополнительных декретов к конституции III года.

## Причины мятежа
Национальный конвент, перед тем как разойтись, вырабатывал для Франции новую конституцию, которая известна под названием конституции III года. Новое государственное устройство должно было получить народное утверждение в первичных собраниях граждан, но вместе с этим декретами 5 и 13 фрюктидора III года Конвент обязывал страну переизбрать его членов в Совет пятисот и Совет старейшин в количестве двух третей нового законодательного корпуса, причём если бы этого числа (500 из 750) не оказалось, то избранные депутаты его пополнили бы посредством кооптации.
Несмотря на мизерное число граждан, проголосовавших за декреты о двух третях, они были торжественно объявлены принятыми французским народом. При этом в столице голосование по декретам проходило особенно сложно: их одобрила лишь одна секция из сорока восьми. Кроме того, секции сразу же отвергли все поставленные Конвентом ограничения по срокам созыва первичных собраний, равно как и запрещение сноситься друг с другом. После решения Конвента признать декреты вступившими в силу на депутатов посыпались обвинения в узурпации народного суверенитета, в ряде секций были высказаны предложения объявить заседания непрерывными и покарать зарвавшихся законодателей, как минимум урезав их полномочия.
Это испугало Конвент, и он стал готовиться к борьбе. Особая комиссия, выбранная конвентскими Комитетами Общественного спасения и Общей безопасности, решила выпустить из тюрем многочисленных узников, арестованных после 1 прериаля: это были те самые «кровопийцы, анархисты и террористы», против которых так единодушно действовали Конвент и секции незадолго перед тем, теперь же эти люди должны были помочь Конвенту справиться с оппозицией секций. В свою очередь, секции всполошились, и в их собраниях стали говорить о возможности возвращения террора, об опасности, какой и для Парижа, и для всей Франции угрожало появление на сцене людей, поддерживавших робеспьеровский режим. Таковы были причины движения 13 вандемьера: секции ссылались на нарушение прав народа фрюктидорскими декретами и указывали на опасность возвращения к террору.

## Участники мятежа
Роялисты, среди которых были также вернувшиеся эмигранты и шуаны, дворяне и священники, золотая молодёжь, ещё не решались открыто выступать в поддержку монархии, ввиду её явной непопулярности, и прикрывались демократическими лозунгами, вроде права нации на избрание своих представителей. Им удалось увлечь за собой часть секций (особенно населённую богатой буржуазией секцию Лепеллетье) и собрать под своими знамёнами до 40 тысяч вооружённых людей.

## Защитники Конвента
Конвент призвал на помощь тех, кого он преследовал со времени Термидорианского переворота под именем «террористов». На его стороне оказались наиболее демократические по своему социальному составу секции, разгромленные самим правительством после подавления Прериальского восстания, но теперь готовые защищать республику против монархической реакции. Особенно активно выступали рабочие и ремесленники одной из секции Сент-Антуанского предместья (Quinze-Vingts) из них образован «батальон патриотов 1789», численностью до 2 тыс. чел. Всего же в распоряжении Конвента оказалось 7 тыс. дисциплинированных и снабженных артиллерией войск, что и обусловило их перевес над повстанцами, не имевшими пушек.

## Ход событий

### Первые столкновения
Первые столкновения по поводу декретов о «двух третях» произошли 2 вандемьера (24 сентября) между молодыми людьми и военными в Саду равенства, в Пале-Рояле, который являлся одним из главных очагов агитации против Конвента. Молодые люди обвиняли Конвент в опубликовании ложных сведений о результатах голосования за декреты о «двух третях», утверждая, что три четверти департаментов и весь Париж отвергли эти декреты.
Военные возражали и называли роялистами молодых людей, носивших чёрные воротнички и зелёные галстуки. Прибывшая военная сила предотвратила рукопашную схватку между ними.
3 вандемьера (25 сентября) столкновения в Саду равенства продолжались, причём молодые люди стреляли в гренадер Конвента; группы их ходили с пением «Пробуждения народа» и криками: «Долой две трети и да здравствуют секции!». В нескольких театрах прибывшие мюскадены прервали представления, крича, что арестовали некоторых молодых людей.

### Начало мятежа
11 вандемьера (3 октября) Конвент узнал о постановлении секции Лепелетье, которым все остальные секции призывались не признавать постановлений Конвента и прислать в зал Французского театра выборщиков всех первичных собраний. Секция Лепелетье предлагала первичным собраниям возможно скорее закончить избрание выборщиков, дать клятву защищать их до смерти и послать вооружённую силу для их охраны. Выборщики приглашались собраться 11 вандемьера в 10 часов утра в зале Французского театра, чтобы без промедления ввести в действие новую конституцию, то есть произвести выборы членов нового Законодательного корпуса. Это постановление было прямым объявлением войны Конвенту со стороны мятежной секции Лепелетье. В ответ Конвент объявил свои заседания непрерывными и декретировал не позднее 15 вандемьера (7 октября) закрыть первичные собрания, а 20 вандемьера (12 октября) открыть собрания выборщиков.
Не все секции решились стать на путь открытого неповиновения Конвенту. 5 секций (Кенз-Вен, Музея, Инвалидов, Терм и Французских гвардейцев) закрыли свои заседания, 4 секции (Бонкочсейль, Гравилье, Соединения и Тампля) перешли к порядку дня, а 2 секции — Арси и Ботанического сада — протестовали против собрания выборщиков как против незаконного.
20-22 секции выразили согласие с постановлением секций Лепелетье и Французского театра, но только 15 секций послали своих выборщиков в зал Французского театра.
Все 15 секций были секциями центра и запада Парижа и окружали со всех сторон Тюильри, где заседал Конвент. Фактически во Французском театре собралось от 60 до 80 выборщиков. Посланы были комиссары ещё раз пригласить остальные секции отправить своих выборщиков во Французский театр. Председатель собрания Лебуа провёл постановление, что Конвент является только административной властью. Огласить роспуск Конвента выборщики, однако, не решились, считая, что их собралось недостаточно. Вечером на площади Французского театра секционеры встретили свистом, воем и оскорблениями попытку огласить декрет Конвента от 11 вандемьера.
Правительственные комитеты послали военную силу, чтобы взять под стражу выборщиков, собравшихся во Французском театре, но когда в ночь с 11 на 12 вандемьера подоспели войска, — зал Французского театра уже опустел.

### «Батальон патриотов 1789 года»
С 11 вандемьера обе стороны, Конвент и секции, спешно готовились к предстоявшему столкновению. Правительственные комитеты выделили из своей среды комиссию из 5 лиц (Барраса, Коломбеля, Дону, Летурнера и Мерлена де Дуэ), поручив ей принять меры к поддержанию общественного спокойствия. 11 же вандемьера Конвент обратился с призывом о поддержке к «патриотам 1789 года», к людям 14 июля и 10 августа. Ряд лиц, заключённых в тюрьму после прериальских дней и выпущенных оттуда по распоряжению Комитета общественной безопасности, получил оружие. Образовался батальон патриотов 1789 года, насчитывающий около 1500 человек. По желанию батальона, во главе его был поставлен генерал Беррюйе.
12 вандемьера волонтёры батальона патриотов 1789 года клялись у решётки Конвента соблюдать уважение к лицам и собственности и выражали солидарность с Конвентом. Конвент постановил выпустить прокламацию к парижанам о движении в секциях, успокаивая относительно состава и намерений «патриотов 1789 года» и заявляя: «Все они дали клятву уважать личность, собственность и защищать их» и разойтись, когда Конвент не будет иметь нужды в их услугах. На том же заседании Конвента гражданские комитеты секций Терм и Французских гвардейцев заявили о своём повиновении декретам Конвента.
Вооружение «террористов», как называли секционеры «патриотов 1789 г.», вызывало страх и особое возмущение в буржуазных секциях.
Вожаки движения секций использовали вооружение «террористов» как предлог для перехода к более решительному сопротивлению Конвенту и для того, чтобы увлечь за собой секции, которые колебались и не прислали своих выборщиков во Французский театр.
Под предлогом, что вооружённые якобинцы угрожают противникам террора и правам собственности, во многих секциях вечером 12 вандемьера было решено начинать выступление. Некоторые из этих секций заявляли, что они ограничатся самозащитой (например, секции Бон-Нувель и Друзей отечества).
В ответ на вооружение «террористов» секция Арси, до сих пор не шедшая так далеко, как секция Лепелетье и некоторые другие, постановили держать наготове часть вооружённой силы.
Вечером 12 вандемьера правительственные комитеты получили сообщение, что секции объявили себя в состоянии восстания против Конвента. В результате Конвенту пришлось снова вызывать войска из Саблонского лагеря под Парижем.

### 13 вандемьера
Ночь с 12 на 13 вандемьера прошла в приготовлениях к сражению. В секции Лепелетье образовалась центральная комиссия во главе с Рише-Серизи. Все вооружившиеся на защиту Конвента были внесены в проскрипционные списки. Командование восставшими было поручено бригадному генералу Даникану, который ранее вёл войну с вандейцами, но осенью 1793 года был отправлен в отставку, а после 9 термидора стремился зарекомендовать себя противником террористов и теперь протестовал против декретов о «двух третях». Даникан прибыл в Париж 12 вандемьера и вступил в командование утром 13 вандемьера.
Против 25-30 тыс. восставших секционеров Конвент располагал только 5-6 тыс., в состав которых входили линейные войска, полицейский батальон, батальон патриотов 1789 года и небольшой батальон секции Кенз-Вен. По предложению Барраса, главнокомандующего войсками Конвента, помощником ему был назначен по соглашению с Комитетом общественного спасения генерал Наполеон Бонапарт, бывший после 9 термидора в немилости за свою связь с Робеспьером-младшим и другими якобинцами. Ряд генералов, получивших отставку после 9 термидора, также предложил Баррасу свои услуги. Во время событий заседание Конвента непрерывно продолжалось. Когда загремели первые выстрелы, некоторые депутаты взяли оружие и пошли во главе солдат.
Баррас и Бонапарт отдали распоряжение доставить 40 пушек. У мятежников тоже была возможность ночью овладеть пушками, но они упустили момент. Ввиду малочисленности своих войск, имевших, однако, пушки, которых почти не было у восставших, Баррас предпочёл не рассеивать свои силы, а занять подступы к Конвенту и держаться оборонительной тактики, которую официально он оправдывал нежеланием начинать гражданскую войну. Линия защиты простиралась по набережной на правом берегу Сены от Нового моста до Елисейских полей.
Батальоны восставших секций заняли Вандомскую площадь, Пале-Рояль, улицу Сент-Оноре и расположенные на ней Театр республики и церковь Сен-Рош. Неудачей закончилась попытка генерала Даникана захватить пушки у Национального моста, при помощи многочисленной левобережной колонны восставших.
К 3-4 часам дня колонны мятежников приблизились к республиканским войскам на расстояние в 12 или 15 шагов. Бонапарт и другие генералы хотели использовать этот момент, чтобы открыть огонь из пушек, но Баррас отдал приказ ждать атаки со стороны секционеров. Кто открыл первым огонь после 4 часов пополудни, не является вполне точно установленным. Каждая из сторон приписывала впоследствии противнику инициативу сражения.
Выстрелы последовали со стороны колонны восставших, находившейся у церкви Сен-Рош, где им противостоял отряд патриотов 1789 года под командованием генерала Беррюйе. Последний получил приказ от Барраса ответить силой на силу.
У церкви Сен-Рош пушки Бонапарта открыли огонь по мятежникам. Те отвечали ружейной пальбой, но недолго могли противостоять убийственным пушечным выстрелам. Часть секционеров укрылась в церкви Сен-Рош, откуда продолжали безуспешно отстреливаться до 8 часов вечера. Вскоре войска Конвента вместе с батальоном патриотов 1789 года перешли в наступление и к 6 часам вечера отбросили восставших на площадь Малой карусели.
В течение всего двух часов победа Конвента была обеспечена и опасность для него миновала, но секционеры занимали ещё недалеко от Тюильри позиции в церкви Сен-Рош, Театре республики и во Дворце равенства (Пале-Рояле).
К ночи войска Конвента выбили секционеров из Театра республики и Дворца равенства и установили там свои посты. В 9 часов 30 минут вечера Баррас известил Конвент, что лучшие позиции в руках республиканцев и опасности со стороны мятежников более не существует.  Ночью раздавались только отдельные выстрелы с той и другой стороны.
Стремясь ободрить повстанцев, лидеры секций уверяли, что окрестные коммуны прислали вооружённых людей и пушки на помощь секциям Парижа. Попытки секционеров строить баррикады были скоро пресечены выстрелами из пушек и мушкетов. Большинство восставших покинуло батальоны и разошлось по домам.
Вечером Баррас горячо благодарил Бонапарта и настоял, чтобы последний был назначен командующим военными силами тыла (сам Баррас немедленно сложил с себя это звание, как только восстание было разгромлено).
В 4 часа утра генерал Вашо занял церковь Сен-Рош, очищенную секционерами. Утром 14 вандемьера (6 октября) войска Конвента двинулись, чтобы разоружить непокорных в секциях. Без сопротивления они заняли секции Лепелетье, Брута и Французского театра.

## Результаты
На дневном заседании 14 вандемьера Конвент принял текст обращения к парижанам, в котором ответственность за бунт возлагал на роялистов, а также успокаивал, что их собственности ничто не угрожает, и говорил о наказании преступников, но не тех, кто был введён в заблуждение.
По мнению Н. И. Кареева лёгкость победы Конвента объясняется тем, что масса мятежников состояла из колеблющихся буржуа, а народные низы не пошли за мятежными буржуазными секциями. К тому же большинство повстанцев плохо сознавало цели движения и не было расположено к серьёзной борьбе.
Обе стороны потеряли в этой схватке 400 человек. Восстание было подавлено. Конвент был спасён средними классами, не желавшими монархической реставрации. Состоявший тогда из умеренных республиканцев (термидорианцев), Конвент отнёсся к побеждённым очень снисходительно: была разоружена секция Лепеллетье, распущен генеральный штаб Национальной гвардии, распущены стрелковые отряды «золотой молодёжи». Было вынесено 64 смертных приговора, но лишь два из них было приведено в исполнение. Всем замешанным в мятеже дали время скрыться, а преследование заочно осуждённых велось спустя рукава, так, что многие из них открыто разгуливали по улицам Парижа.

## В культуре и искусстве
- Главный герой романа Оноре де Бальзака История величия и падения Цезаря Бирото (1837 г.) принимает участие и получает ранение в ходе Вандемьерского мятежа, чем активно гордится в период Реставрации.
- Фильм Наполеон, режиссёр Абель Ганс, с Альбертом Дьедонне, 1927 год.
- Первая серия телефильма Наполеон режиссёра Ива Симоно с Кристианом Клавье и Жераром Депардье, 2001 год.
- Фильм Наполеон, режиссёр Ридли Скотт, с Хоакином Фениксом, 2023 год.